# Obywatelstwo miejskie
Obywatelstwo miejskie – idea pojawiająca się od lat 80. XX wieku. Pojawiła się wraz ze wzrostem znaczenia miast na arenie międzynarodowej oraz związanym z nim napływem imigrantów oraz powszechną globalizacją. Jej celem jest zmiana dotychczasowego pojmowania miasta oraz miejskości i likwidacja panujących w nim nierówności społecznych.
Obywatelstwo realizuje się w ramach państwa narodowego. Idea obywatelstwa miejskiego (ang. urban citizenship) jest wynikiem postępującego procesu globalizacji, który dotyka wszystkich dziedzin życia człowieka. Wraz z narastającą urbanizacją, której dynamiczny wzrost od XIX wieku, spowodowany industrializacją sprawił, że miasta zaczęły się gwałtownie rozrastać, a społeczeństwa zaczęły stawać się społeczeństwami miejskimi. Następuje odejście od skali narodowej, czego wynikiem jest przejście do skali lokalnej (miejskiej), ale i również do skali globalnej (ponadnarodowej).

## Obywatelstwo miejskie a prawo do miasta
W roku 1967, francuski urbanista Henri Lefebvre, opublikował Le Droit à la Ville, w którym zawarł manifest nawołujący do odzyskania prawa do miasta. Lefebvre rozumiał prawo do miasta jako prawo do miejskiego życia oraz prawo do korzystania ze wszystkich zasobów oferowanych przez miasto. Amerykański geograf oraz antropolog, David Harvey, pisze w swojej książce „Bunt Miast”:

Prawo do miasta jest czymś o wiele szerszym niż prawo dostępu jednostki lub grupy do zasobów, które zawiera miasto: jest prawem do zmiany i wynajdywania miasta na nowo takim, jakim go pragniemy

Prawo do miasta jest ideą, która powoduje, że zmienia się relacja pomiędzy rządzącymi a mieszkańcami miasta. Z paternalistycznej relacji, klient vs patron (mieszkańcy vs władza), następuje przejście do relacji pomiędzy obydwoma podmiotami jako aktywnymi współrządzącymi. Prawo do miasta jest żądaniem uznania mieszkańców jako współtwórców, którzy poprzez swoją codzienną aktywność, de facto „tworzą” miasto.
Według antropologa' Davida Harveya, o wartości idei prawa do miasta decyduje fakt, iż jest ona nierozerwalna z wartościami jakie wyznaje społeczeństwo – stosunkiem do innych ludzi, stosunkiem do środowiska naturalnego, czy z poczuciem estetyki jakie społeczeństwo wyznaje. Owa nierozerwalność sprawia, że prawo do miasta jest jednym z fundamentalnych praw człowieka, gdyż wiąże się z prawem do stworzenia i kreowania świata takim, jakie społeczeństwo chce by było.
Uwzględniając heterogeniczny oraz multikulturowy charakter współczesnych metropolii, w których nie wszyscy mieszkańcy są obywatelami danego kraju koniecznym jest znalezienie odpowiedniego politycznego narzędzia organizacji ludzi, nie będącego jednocześnie obywatelstwem narodowym. Prawo do miasta, może spełniać rolę takiego kolektywnego i zarazem egalitarnego narzędzia.
Profesor antropologii z Universtiy of California, James Holston uważa, iż obywatelstwo jest sposobem radzenia sobie, państw narodowych z problemem różnic społecznych, gdyż jest ono obietnicą sprawiedliwości, bardziej egalitarnego podejścia do radzenia sobie z różnicami społecznymi. Jednocześnie w każdym społeczeństwie istnieją podziały i nierówności związane z tradycyjnymi konfliktami, czy lub ze sposobem dystrybucji praw.Jak stwierdza Holston, w XX wieku wraz z powszechnym wzrostem demokratyzacji oraz urbanizacji, liczba owych konfliktów znacznie się zwiększyła. Wraz z upowszechnieniem się demokracji na świecie, a z nią demokratycznie pojmowanego obywatelstwa, zostały naruszone dotychczasowe stosunki społeczne oraz powstały zupełnie nowe formy konfliktów społecznych. Według Holstona, doskonałym przykładem powstawania nowych form wykluczenia i przemocy są współczesne, multikulturowe metropolie. Właśnie owe metropolie są miejscem powstawania nowej definicji obywatelstwa.
Twierdzi, że nowoczesna państwowość opiera się na przekształceniu formy obywatelstwa z obywatelstwa miejskiego (historycznie pojmowanego, np. obywatel greckiego polis) do obywatelstwa narodowego. Mimo to współczesne miasta nadal odgrywają kluczową rolę w ciągłym przekształcaniu idei obywatelstwa. Wskutek globalizacji, miasto wpisuje się w ponadnarodową sieć zależności, dotykających między innymi komunikacji, demokracji, kapitału czy migracji. Mieszkańcy miast akumulują owe globalne siły, tworząc nowe ruchy polityczne, które jak mówi Holston „są źródłem praw i założeń dotyczących obywatelstwa na wszystkich poziomach miejskiego życia”. Angażując się politycznie, automatycznie przekształcają pojęcie narodowej przynależności, a co za tym idzie stają się typem nowego obywatela.

## Przypadek Brazylii
By zobrazować swoje tezy, Holston przywołuje przykład Brazylii, jako kraju, w którym XX wieku wykształciła się nowa forma partycypacji społecznej, a co za tym idzie przekształcone zostało dotychczasowe rozumienie słowa obywatel. Jak uważa Holston, wskutek powszechnego rozprzestrzenienia się demokracji, większość krajów przejęła, oraz zaimplementowała narodowy model obywatelstwa. Według niego, taki model sprawia iż występująca jak dotąd ilość konfliktów społecznych, zwiększa się a nierówności społeczne, występujące w społeczeństwie, są zalegalizowane, legitymizowane przez system prawny oraz powielane i odtwarzane. Za takie nierówności Holston uznaje, przykładowo stosunek społeczeństwa do imigrantów, różnice w traktowaniu płci, czy konflikt pomiędzy posiadającym, zalegalizowaną ziemię (elita) a pracującą biedotą, nie posiadającą praw do zamieszkałej ziemi. Tak skonstruowany typ obywatelstwa Holston uważa za powszechny.
Opisując swoje pierwsze wrażenia z przyjazdu do Brazylii, Holston wspomina, iż na początku swojego pobytu, zauważył, że słowo obywatel wśród miejskiej biedoty ma zdecydowanie pejoratywny charakter. Określenia obywatel (cidadiio), używano w znaczeniu, osoby nieznanej, nie posiadającej praw. W takim kontekście, jest ono synonimem dystansu oraz nierówności. Holston określa układ, w którym jedna grupa ludzi pozbawiona jest władzy obywatelskiej, a druga pozbawiona jest odpowiedzialności, mianem „obywatelstwa zróżnicowanego” – którego głównym założeniem jest podkreślanie różnic między ludźmi, a nie równe ich traktowanie.
Za początek ruchów obywatelskich w Brazylii, uznaje lata 70 XX wieku. Wtedy to pod wpływem, wzmożonej migracji ludności wiejskiej do miast, napędzanej procesem powszechnej industrializacji nastąpiła wyraźna polaryzacja społeczeństwa na klasy pracujące, wypędzone na miejskie peryferia oraz zamieszkującą centrum elitę. Według Holstona proces osiedlania się na peryferiach odbywał się na dwóch torach – poprzez nielegalne zajęcie oraz, poprzez zalegalizowanie tego co nielegalne. Jest to odtworzenie, historycznie powielanego schematu, który utrwalił się na przestrzeni lat historii brazylijskiego społeczeństwa. Legalizacja, jak mówi, sprawia, że utrwalone schematy nierówności, pomiędzy nielegalnymi mieszkańcami peryferii a legalnie posiadającymi ziemię w centrum elitami, zaczynają kruszeć i ulegają załamaniu. Jednak – jak zaznacza – proces ten był utrudniony (co jak wskazuje również, było uwarunkowane historycznie) oraz sprzyjał spekulacjom na nowo powstałym rynku nieruchomości. Wynikiem wszystkich działań mających miejsce w owych latach a przede wszystkim dzięki zalegalizowania swojego prawa do ziemi, dotychczas pozbawiona tożsamości politycznej ludność, uzyskała ją oraz została popchnięta do większej partycypacji w miejskiej przestrzeni.
Dalsze konsekwencje upolitycznienia klas pracujących doprowadziło do gwałtownego wzrostu aktywności grup, które dziś określilibyśmy grupami miejskimi. Na początku 1972 roku, dochodziło nawet do aktów przemocy w São Paulo, których powodem były oskarżenia wobec mieszkańców przedmieść, mówiące o nielegalności ich tytułów własności do zamieszkiwanej ziemi. Spowodowały one wzmożoną aktywność ludności w walce prawnej z przedstawicielami sądów, oraz doprowadziły do utworzenia się nowej formy obywatelstwa – obywatelstwa miejskiego. Jak mówi Holston, podstawą tego procesu było stworzenie nowej formy partycypacji i zaangażowania społeczeństwa w walce o podstawowe prawa oraz zrozumienie ich. Kolejnym ważnym elementem było zmienienie relacji pomiędzy obywatelem a państwem dzięki stworzeniu nowych form prawnych oraz instytucji partycypujących.
Zmiana społeczna jaka dokonała się w Brazylii od lat 70 XX wieku, jest kluczowa do zrozumienia idei prawa do miasta, jak i obywatelstwa miejskiego. Dążenie ludności do zniesienia nierówności, uwarunkowanych uprzywilejowaniem grupy posiadającej legitymizowaną władzę oraz wykluczeniem ze sfery publicznej drugiej grupy, doprowadziło do zrozumienia czym jest ich prawo do miasta. Doprowadziło również do wytworzenia się wielu grup społecznych, których celem było zmiana podmiotowości mieszkańców przedmieść oraz walka o ich prawa. Ostatecznie działalność ruchów miejskich miała wpływ na wpisanie prawa do miasta do konstytucji brazylijskiej w latach 80 XX wieku.

## Inne przykłady

### Toronto
Dnia 21.02 2013 roku Toronto decyzją rady miasta, ogłosiło, że jako pierwsze w historii miasto Kanady, jest Miastem-Azylem (Sanctuary City). Oznacza to, iż każdy przebywający na terenie miasta, niezależnie od jego statusu prawnego, może korzystać ze wszystkich publicznych usług bez zagrożenia poniesienia konsekwencji prawnych np. deportacji.
W 2001 roku Toronto otrzymało od Organizacji Narodów Zjednoczonych tytuł World’s Most Multicultural City co jest wynikiem faktu, iż ponad połowa ludności zamieszkując to miasto, jest imigrantami. Część z nich nie posiada prawnego statusu pozwalającego im na pobyt w Kanadzie.
Fakt ten był przyczynkiem do wykluczenia ich z możliwości korzystania z usług publicznych, a co za tym do wytworzenia się klasy ludzi o niższym statusie społecznym. Taka sytuacja prowadziła nie tylko, do powstawania nierówności w społeczeństwie, ale również stwarzała możliwości eksploatacji wykluczonej klasy.
U podstaw uchwalenia przez Radę Miasta Toronto, statusu Sanctuary City stały ruchy miejskie, takie jak No One Is Illegal-Toronto, których członkinie pracowały jako terapeutki w miejscowym areszcie dla nielegalnych imigrantów. Według nich, lęk przed wykryciem stanowił kluczową barierę życiową, nielegalnych imigrantów w Toronto. W latach 2003–2013 prowadziły kampanię na rzecz, umożliwienia dostępu do usług municypalnych, mieszkańcom o nieuregulowanej sytuacji prawnej. Jako takie usługi, określały między innymi prawo do korzystania z bibliotek miejskich, transportu publicznego czy opieki zdrowotnej. Zanim doszło do uchwały z 2013 roku, w wyniku aresztowania dwóch uczniów, działacze ruchu No One Is Illegal wywarli wpływ na przyjęcie polityki Don’t Ask, Don’t Tell w miejskich szkołach znajdujących się w dystrykcie Toronto. Oznaczało to iż, władze szkolne nie będą sprawdzały sytuacji prawnej uczniów oraz w razie braku pozwolenia na pobyt, nie poinformują o tym władz municypalnych.
Uchwalenie przez Radę Miasta Toronto uchwały o określeniu miasta jako Miasto Azyl jest przykładem wprowadzenia idei obywatelstwa miejskiego w życie. Zezwolenie na korzystanie z usług municypalnych wszystkich mieszkańców, niezależnie od ich obywatelstwa narodowego oraz statusu imigracyjnego, pokazuje, że odejście od perspektywy narodowej, do perspektywy lokalnej, ale i globalnej jest nie tylko ideą.

### San Francisco
Przypadek San Francisco pokazuje, że implementacja idei obywatelstwa miejskiego, może sprzyjać likwidowaniu nierówności nie tylko dotyczących statusu migracyjnego, ale i nierówności wynikających z niesprawiedliwego traktowania płci. Program wprowadzenia kart miejskich powstał jako odpowiedź na narastającą liczbę deportacji oraz aresztowań, nielegalnych imigrantów pochodzących głównie z Ameryki Łacińskiej. Jest wynikiem starań ruchu miejskiego noszącego nazwę The Latin American Alliance for Immigrant Rights, który w 2007 roku zwołał konferencję w Urzędzie Miejskim San Francisco, na której przedstawił postulat stworzenia miejskiej karty identyfikacyjnej, która miałaby zapewnić lepsze działanie zasad statusu Sanctuary City, na płaszczyźnie imigranci – policja, oraz ułatwić im swój dostęp do kont bankowych.
Karta została wprowadzona w 2009 roku, a jej okres ważności wynosi 2 lata. Od roku 2011 z karty zniknęła rubryka określająca płeć (gender) posiadacza. Ma to ułatwić osobom transseksualnym poszukiwanie pracy oraz korzystanie ze swoich kont bankowych lub bibliotecznych.

### Polskie miasta
Przykłady wdrażania idei obywatelstwa miejskiego w życie, na zasadzie upodmiotowienia nielegalnych imigrantów pokazują, że nie jest to model uniwersalny. Dotychczas żadne Polskie miasto nie mierzyło się z problemem napływu takiej liczby ludzi pochodzenia imigranckiego.
Jednak pewne formy wprowadzania tej idei na grunt Polski pojawiają się w niektórych miastach. Przykładem są karty miejskie uprawniające osoby zameldowane w danym mieście do podróżowania komunikacją miejską bez ponoszenia kosztów.